# Сума (приток Водлы)
Су́ма (Сама) — река в России, протекает по территории Авдеевского и Кубовского сельских поселений Пудожского района Республики Карелии. Длина реки — 30 км, площадь водосборного бассейна — 475 км².

## Общие сведения
Река берёт начало из Сумозера на высоте 103,3 м над уровнем моря и далее течёт преимущественно в юго-восточном направлении.
Река в общей сложности имеет десять малых притоков суммарной длиной 19 км.

## Притоки
- 10 км: река Нижний Рогой (исток — Рогозеро);
- 12 км: река Верхний Рогой[4];

В исток Сумы, Сумозеро, впадает река Пудра.
Устье реки находится на высоте 41,1 м над уровнем моря в 84 км по левому берегу реки Водлы, впадающей в Онежское озеро.
В нижнем течении Сума пересекает автодорогу местного значения 86К-290 («Кривцы — Кубово — Водла»).
Населённые пункты на реке отсутствуют.
Код объекта в государственном водном реестре — 01040100412102000016852.

## Фотографии
|  |  |